# Aspidistra claviformis
Aspidistra claviformis är en sparrisväxtart som beskrevs av Y.Wan. Aspidistra claviformis ingår i släktet Aspidistra och familjen sparrisväxter. Inga underarter finns listade i Catalogue of Life.